# Liste der Flüsse in Italien
Liste der Flüsse in Italien, sortiert nach Länge und Einzugsgebiet.

## Flüsse nach Länge
Die längsten Flüsse, die Italien entwässern, sind eigentlich mit 1324 km der Rhein, dem wenige Bäche in der Provinz Sondrio zufließen, und mit 749 km die Drau, die  Italien aber schon nach wenigen Kilometern verlässt.
| Fluss       | Länge (km) | Region                                     | Mündung            |
| ----------- | ---------- | ------------------------------------------ | ------------------ |
| Po          | 652        | Piemont, Lombardei, Emilia-Romagna, Veneto | Adria              |
| Etsch       | 410        | Trentino-Südtirol, Veneto                  | Adria              |
| Tiber       | 405        | Emilia-Romagna, Toskana, Umbrien, Latium   | Tyrrhenisches Meer |
| Adda        | 313        | Lombardei                                  | Po                 |
| Oglio       | 280        | Lombardei                                  | Po                 |
| Tanaro      | 276        | Piemont, Ligurien                          | Po                 |
| Ticino      | 248        | Schweiz, Piemont, Lombardei                | Po                 |
| Arno        | 241        | Toskana                                    | Ligurisches Meer   |
| Piave       | 220        | Veneto                                     | Adria              |
| Reno        | 211        | Toscana, Emilia-Romagna                    | Adria              |
| Mincio      | 194        | Trentino-Südtirol                          | Po                 |
| Volturno    | 171        | Molise, Kampanien                          | Tyrrhenisches Meer |
| Secchia     | 171        | Emilia-Romagna, Lombardei                  | Po                 |
| Ombrone     | 171        | Toskana                                    | Tyrrhenisches Meer |
| Tagliamento | 170        | Friaul-Julisch Venezien                    | Adria              |
| Brenta      | 160        | Trentino-Südtirol, Veneto                  | Adria              |
| Chiese      | 160        | Trentino-Südtirol, Lombardei               | Oglio              |
| Dora Baltea | 160        | Aostatal, Piemont                          | Po                 |

## Flüsse nach Einzugsgebiet

### Rhein
- Reno di Lei
  - Lago di Lei

### Donau
- Drau
  - Sextner Bach
  - Gailitz / Slizza
- Lago di Livigno (via Inn)
- Val d’Uina (ebenfalls via Inn; der oberste Teil des Tals liegt auf italienischem Gebiet, der Rest im schweizerischen Engadin)
- Stillebach (via Inn) von der Nordseite des Reschenpasses

### NördlicheAdria
- Isonzo
- Tagliamento
  - Fella
- Livenza
  - Meschio
  - Monticano
- Piave
  - Cordevole
  - Boite
- Sile
- Brenta
  - Cismon
  - Bacchiglione
  - Tergola

### Etsch und ihre Nebenflüsse
(Auswahl)
- Etsch (Adige)
  - Avisio
  - Noce (Trentino)
  - Eisack (Isarco)
    - Talfer  (Talvera)
    - Rienz (Rienza)
      - Ahr (Aurino)
      - Gader (Rio Gadera)

  - Passer

Siehe auch: Kategorie:Flusssystem Etsch

### Po und seine Nebenflüsse
- Po
  - Panaro
  - Secchia
  - Conca
  - Mincio - Sarca
  - Oglio
    - Trobiolo
    - Chiese
      - Gorgone
      - Nozza

    - Mella

  - Enza
  - Parma
  - Taro
  - Arda
  - Adda
    - Serio
      - Romna

    - Brembo
      - Brembo di Mezzoldo
      - Brembo di Branzi
      - Giongo
      - Lesina
      - Tornago
      - Imagna
      - Enna
      - Valsecca
      - Dordo

    - Sonna
    - Mera
      - Liro

    - Mallero
    - Gavia

  - Nure
  - Trebbia
  - Lambro
    - Olona

  - Tidone
  - Tessin Siehe auch: Kategorie:Flusssystem Tessin
    - Toce
      - Anza
      - Diveria

    - Melezza
    - Maggia (liegt in der Schweiz)
    - Moesa (liegt in der Schweiz)

  - Terdoppio
  - Staffora
  - Agogna
  - Curone
  - Scrivia
  - Tanaro
    - Bormida
      - Orba
      - Bormida di Millesimo
      - Bormida di Spigno

    - Belbo
    - Stura di Demonte

  - Sesia
    - Elvo
      - Cervo

  - Dora Baltea
    - Lys
    - Marmore
    - Grand Eyvia

  - Orco
    - Soana

  - Stura di Lanzo
  - Dora Riparia
  - Maira
    - Grana

  - Varaita
  - Pellice
    - Chisone

siehe auch: Kategorie:Flusssystem Po

### Südliche Adria
- Reno
  - Senio
  - Santerno
  - Sillaro
  - Idice
    - Savena
    - Zena

  - Navile
  - Setta
- Fiumi Uniti
  - Ronco
- Savio
- Rubikon
- Marecchia
- Foglia
- Marano
- Conca
- Metauro
  - Sarno
- Cesano
- Misa (Italien)
- Esino
- Musone
- Potenza
- Chienti
  - Fiastra
- Tenna
- Aso
- Tesino
- Tronto
- Tordino
- Vomano
- Fino
- Pescara (ehemals Aterno)
  - Sagittario
- Sangro
- Trigno
- Biferno
- Fortore
- Candelaro
  - Celone
  - Salsola
  - Trioto
- Carapelle
- Ofanto
  - Olivento

### Ionisches Meer
- Bradano
  - Gravina
  - Basentello
  - Bilioso
- Basento
- Cavone
- Agri
  - Sadro
- Sinni
  - Sarmento
  - Serrapotamo
- Crati
  - Coscile
- Trionto
- Fiumenicà
- Lipuda
- Neto
  - Vitravo
- Tàcina
- Simeri
- Allia
- Corace
- Lomato

### SüdlichesTyrrhenisches Meer
- Amato
- Savuto
- Lao
- Noce (Basilikata)
- Mingardo
- Alento
- Sele
  - Calore Lucano
  - Tanagro
  - Platano
  - Pergola
- Volturno
  - Calore Irpino
    - Tammaro
- Garigliano
  - Liri
    - Sacco

### Tiber und seine Nebenflüsse
- Tiber
  - Aniene
  - Chiascio
    - Tescio
    - Topino
      - Clitunno

  - Nestore
  - Naia
  - Nera
    - Campiano
    - Velino
      - Turano
      - Salto

  - Paglia
    - Chiani (Chiana)

  - Almone

### NördlichesTyrrhenisches Meer
- Arrone
- Marta
- Arrano
- Fiora
  - Lente
- Albegna
- Ombrone
  - Arbia
    - Bozzone
    - Tressa
    - Sorra

  - Crevole
  - Merse
    - Farma
    - Feccia
    - Rosia
    - Serpenna

  - Orcia
    - Formone
    - Asso
    - Ente
      - Zancona
      - Vivo

  - Lanzo
- Bruna
- Cornia
- Cecina
- Pecora
- Arno (Tyrrhenisches Meer)
  - Era
    - Cascina

  - Egola
  - Elsa
    - Staggia (Elsa)

  - Pesa (Arno)
  - Ombrone Pistoiese
  - Bisenzio
  - Greve
    - Ema

  - Mugnone
  - Sieve
  - Ciuffenna
  - Ambra
  - Chiassa
  - Staggia (Arno)
- Serchio
  - Edron
  - Corfino (Fluss)
  - Turrite Secca
  - Turrite Cava
  - Lima (Serchio)
- Magra
  - Mangiola
  - Aulella
  - Vara
- Lavagna
- Bisagno
- Arroscia
- Roia
- Impero

## Flüsse auf den Inseln

### Sardinien
- Flumendosa (2.-längster Fluss der Insel)
  - Flumineddu (Nebenfluss des Flumendosa)
- Cedrino
  - Isalle
  - Flumineddu (Nebenfluss des Cedrino)
- Fiume di Posada
  - Rio Mannu (Nebenfluss des Fiume di Posada)
- Liscia
- Coghinas
  - Rio Mannu (Nebenfluss des Coghinas)
  - Rio Mannu (Porto Torres)
- Temo
- Tirso (längster Fluss der Insel)
  - Toloro
- Cixerri
- Rio Mannu (Barumini)
- Rio Mannu (Senorbì)